# Sent Matiás
Samatiá (en francès Saint-Mathieu) és un municipi francès situat al departament de l'Alta Viena i a la regió de la Nova Aquitània.

## Demografia
| 1962                                       | 1968  | 1975  | 1982  | 1990  | 1999  | 2007  |
| ------------------------------------------ | ----- | ----- | ----- | ----- | ----- | ----- |
| 1.711                                      | 1.613 | 1.483 | 1.364 | 1.271 | 1.233 | 1.178 |
| Des de 1962: població sense dobles comptes |       |       |       |       |       |       |

## Administració
| Període   | Identitat           | Partit |
| --------- | ------------------- | ------ |
| 1977-1983 | Claude Thuiller     | UDF    |
| 1983-1995 | Claude Pauliat      | ADS    |
| 1995-2001 | Jean-Marie Demaison |        |
| 2001-     | Bertrand Grébaux    | PS     |